# Cycas indica
Cycas indica é uma espécie de cicadófita do género Cycas da família Cycadaceae, nativa de Karnataka, na Índia. Esta espécie foi descrita em 2007.